# 周俊成

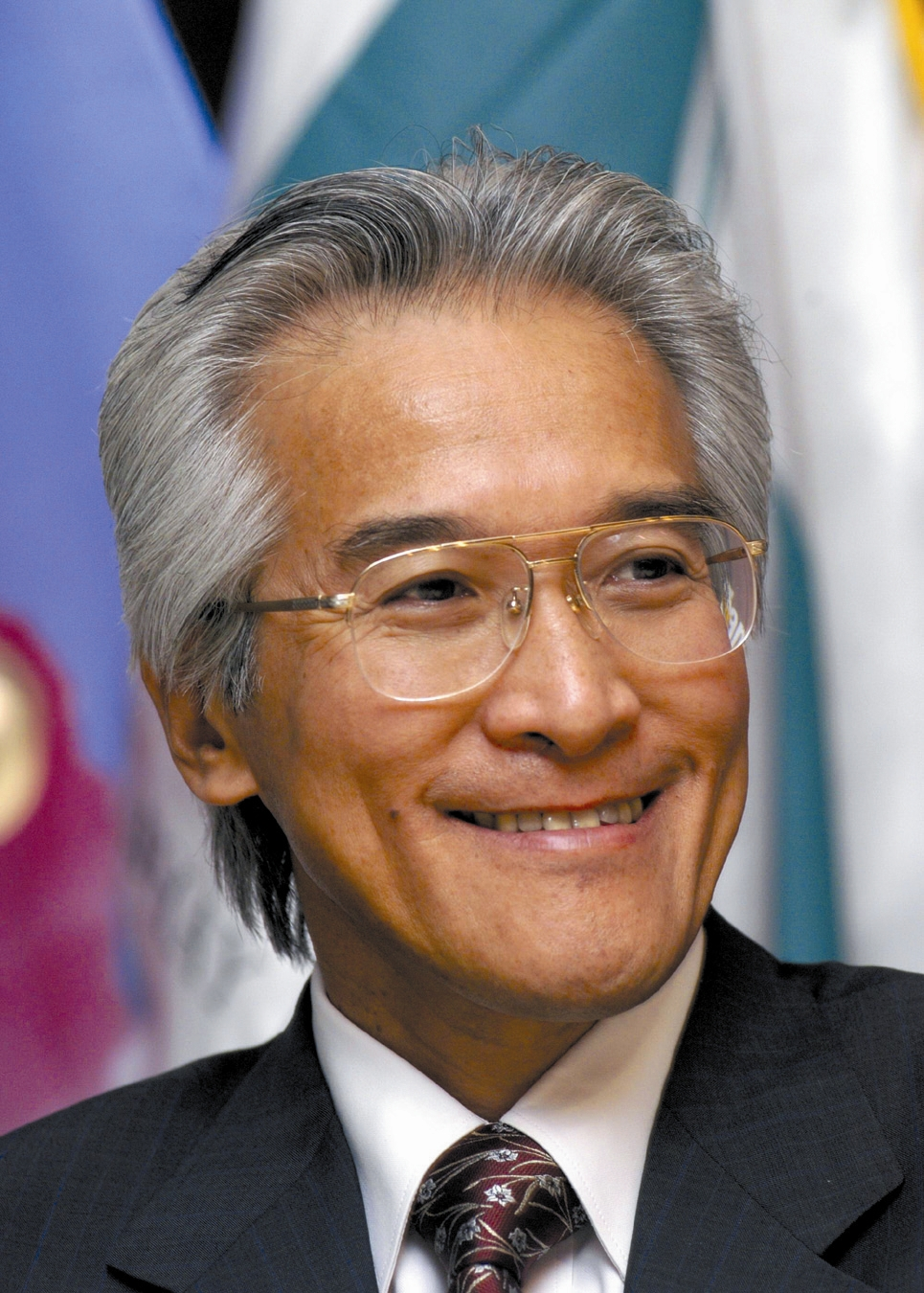
周俊成

周俊成（1947年—），新加坡航空的行政总裁。

## 生平
周俊成于1972年加入新加坡航空。他曾在东京、罗马、悉尼、洛杉矶和伦敦担任高级经理，并率领该航空公司的总部规划和营销部门。在成为2003年6月的首席执行官，他是高级执行副总裁，行政总裁，包括金融，财政，企业策划，人力资源，法律和公司事务。
他担任了新加坡飞机租赁公司的主席。他亦是新航的子公司新加坡机场航站服务有限公司、新加坡航空工程公司和维珍航空董事，其中新航持有维珍航空百分之四十九的股权。

### 教育
在新加坡大学完成机械工程学士学位，他在伦敦大学伦敦帝国学院完成了业务研究和管理研究的硕士学位。